# 2004 في الكويت

## المناصب
- أمير الدولة : جابر الأحمد الصباح
- ولي العهد: سعد العبد الله السالم الصباح
- رئيس الوزراء : صباح الأحمد الجابر الصباح

## أحداث
- افتتاح تلفزيون الراي

## مواليد
- رتاج العلي - ممثلة
- رهف العنزي -ممثلة

## وفيات
- مريم الغضبان - ممثلة.
- عبد الله الراشد - ملحن.
- مبارك الدبوس - نائب.
- مجرن الحمد - رياضي وسفير.